# Evangelische Kirche (Hohenfeld)

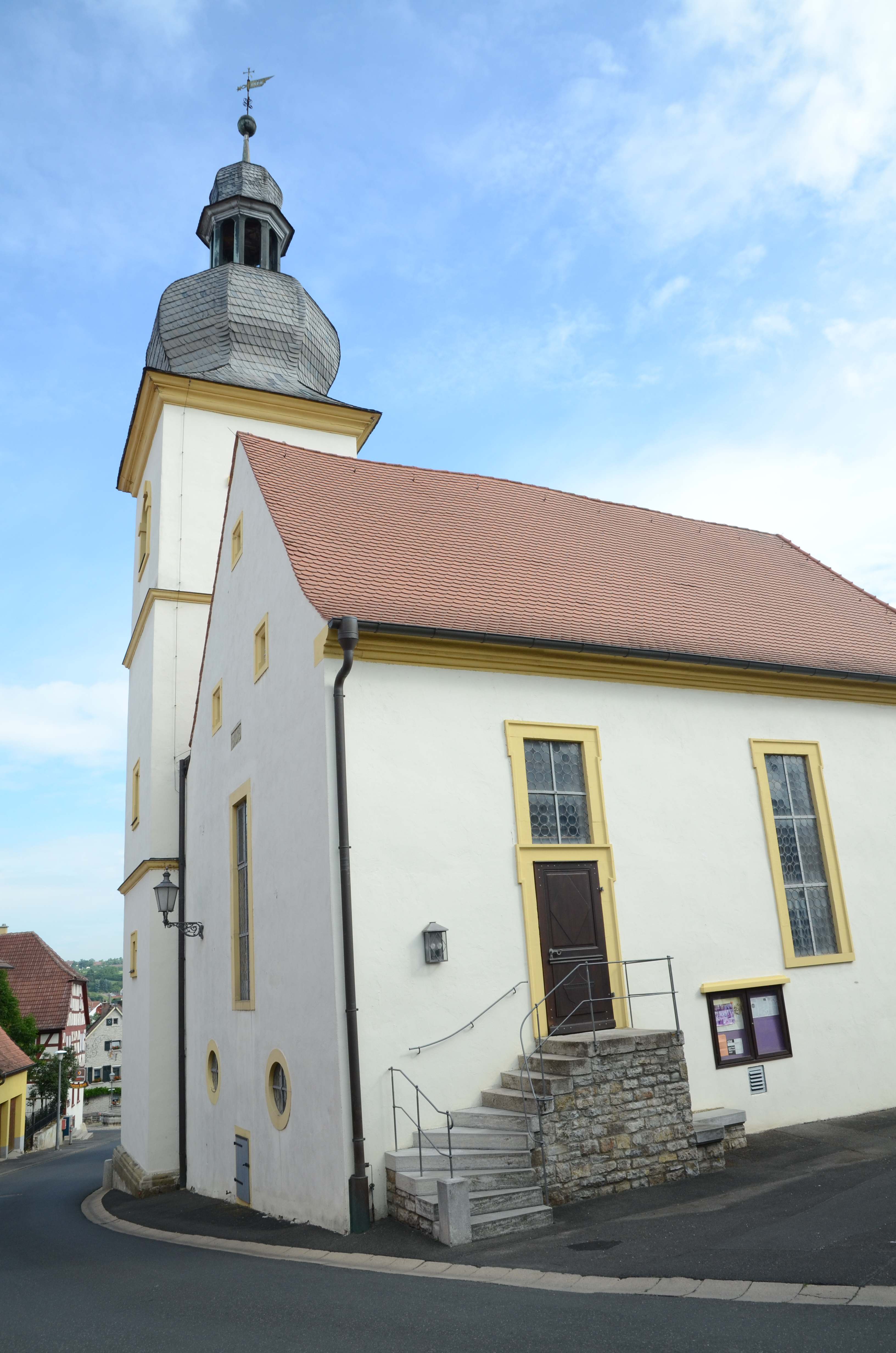
Die Kirche in Hohenfeld

Die Evangelische Kirche im unterfränkischen Hohenfeld ist die Pfarrkirche der Gemeinde. Sie steht an der zentralen Kraußstraße inmitten des Ortes und gehört zum Evangelisch-Lutherischen Dekanat Kitzingen.

## Geschichte
Mit der sogenannten Bergkirche stand bereits im 13. Jahrhundert ein Gotteshaus am Rande des Ortes. Im 15. Jahrhundert erhielt die Pfarrei eine eigene, der heiligen Maria geweihte Kapelle in Hohenfeld. Auf 1420 datiert die Errichtung des Chores. 1512 wurde die Kapelle erweitert, da den Dorfbewohnern der Weg auf den Berg zu beschwerlich war.
Später im 16. Jahrhundert kam das Dorf Hohenfeld an die Markgrafen von Brandenburg-Ansbach. Unter dem Markgrafen Georg dem Bekenner wurde um 1528 die Reformation eingeführt, die Kirche erhielt einen eigenen lutherischen Pfarrer. An Stelle der zu klein gewordenen Dorfkapelle planten die Einwohner bereits 1611 einen Kirchenneubau. Im 18. Jahrhundert war das Gebäude baufällig geworden und musste neu erbaut werden. Hierzu konnte die Gemeinde den Würzburger Baumeister Joseph Berg gewinnen, der von 1705 bis 1709 die Kirche neu errichtete. Die Kirche wird als Baudenkmal eingeordnet, untertägige Reste sind als Bodendenkmal geführt.
Renovierungen der Kirche fanden mehrmals statt: 1723/24, 1738/39 und 1741/42. Im Jahr 1783 wurde der Turm der Dorfkirche wie auch derjenige der Bergkirche repariert. 1860 musste innen getüncht werden. Gleichzeitig stattete man das Gotteshaus mit einem neuen Altar aus, Kanzel und Taufstein wurden restauriert. Auch 1896 und 1907 wurde die Kirche erneuert.:246–249

## Architektur
Die Kirche ist ein kleiner Saalbau im Markgrafenstil mit einem nach Osten weisenden 5⁄8-polygonalen Chor, dem ältesten Bauteil, der in seinem Fundament noch Elemente der Spätgotik besitzt. Der Turm wurde im Norden an das Gotteshaus angebaut und schließt mit einer Zwiebelkuppel und Laterne ab. Das Innere ist schlicht gehalten mit doppelstöckigen Emporen und zahlreichen Sitzplätzen. Dezente Stuckaturen im Langhaus und Chor weisen auf die Bauzeit im Barock hin. Das Langhaus mit einem Satteldach hat Rechteckfenster mit geohrten Rahmungen, an seiner Decke befindet sich die Lutherrose.

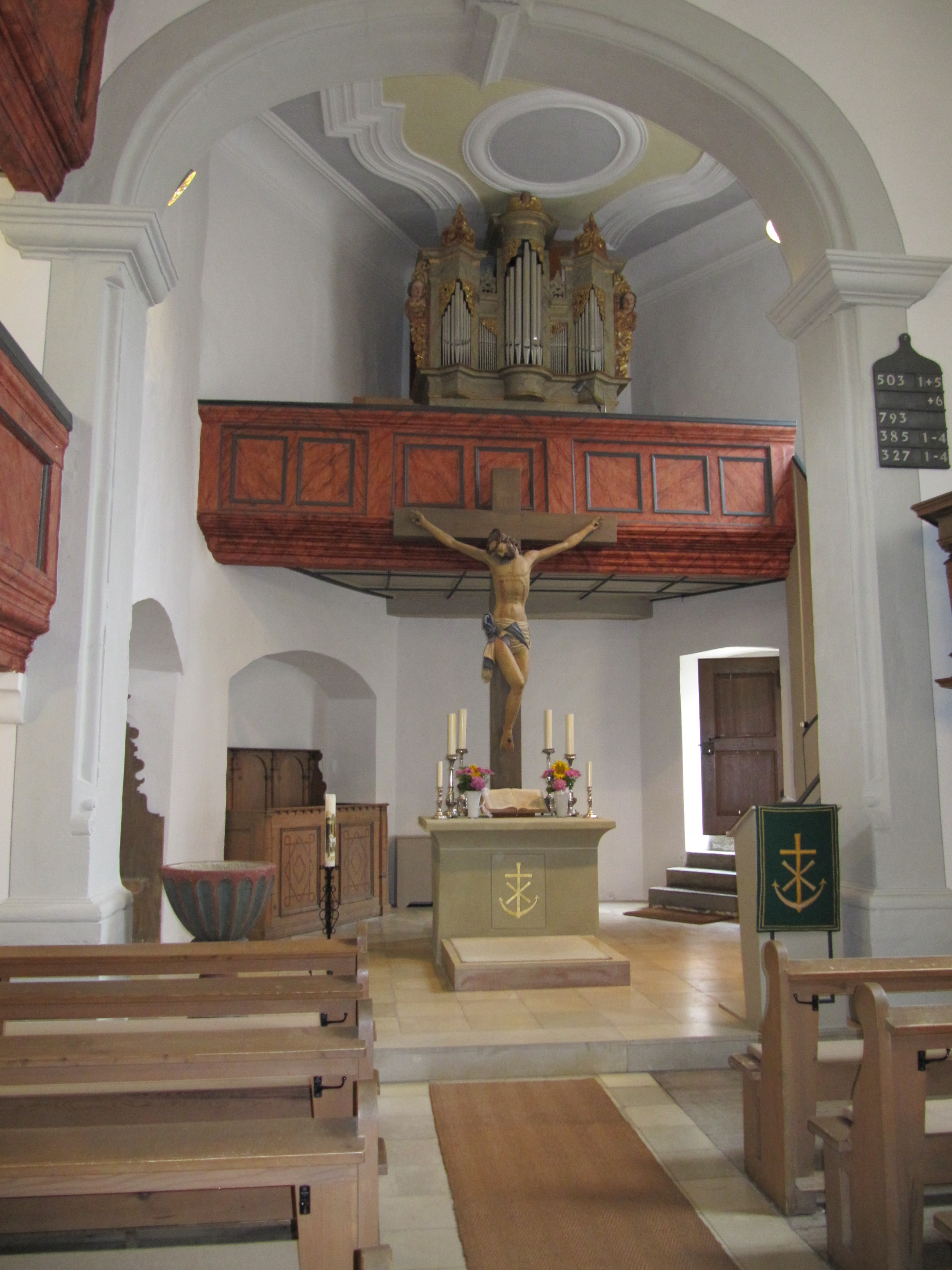
Chorraum
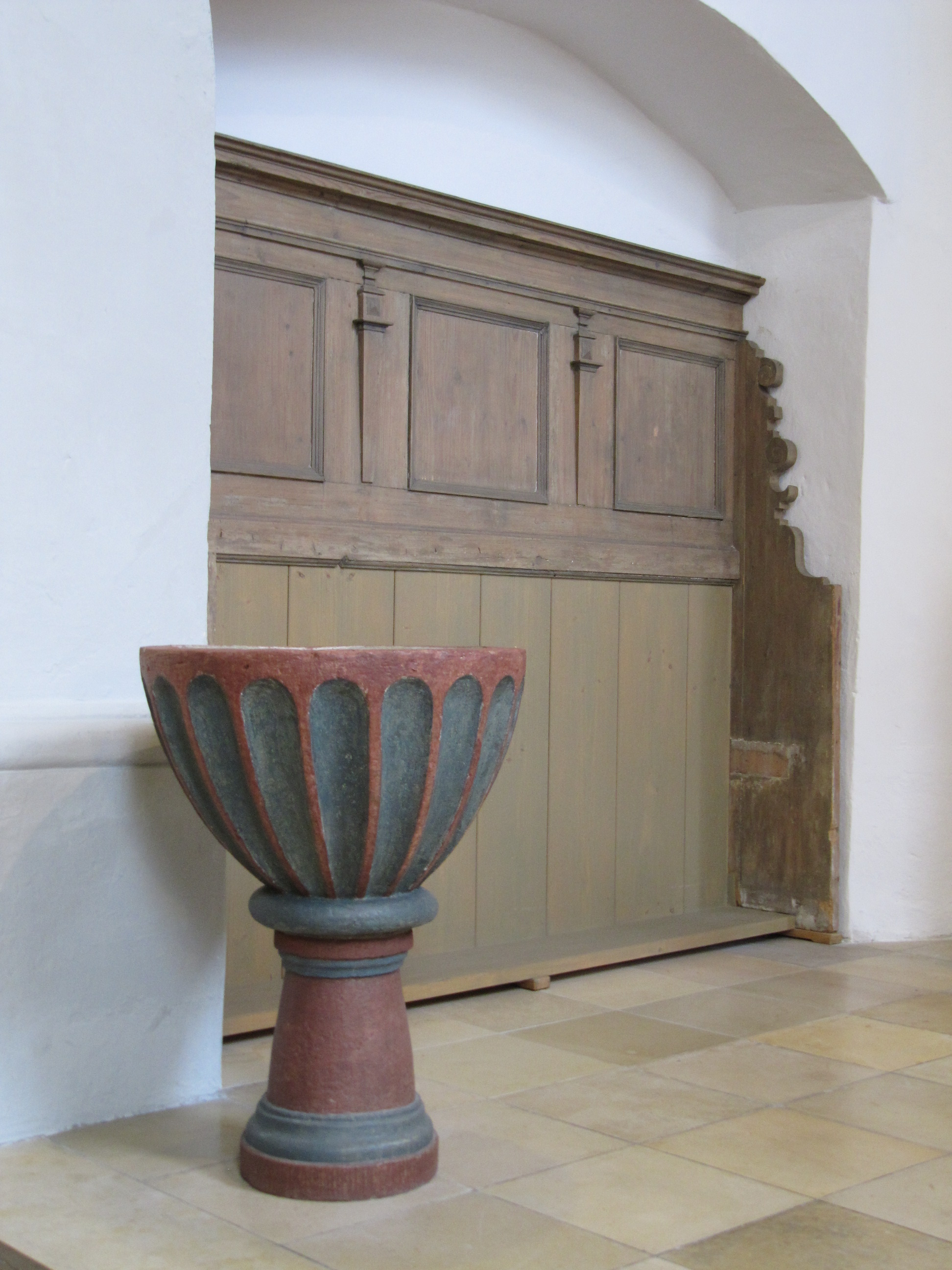
Taufstein und Chorgestühlrest
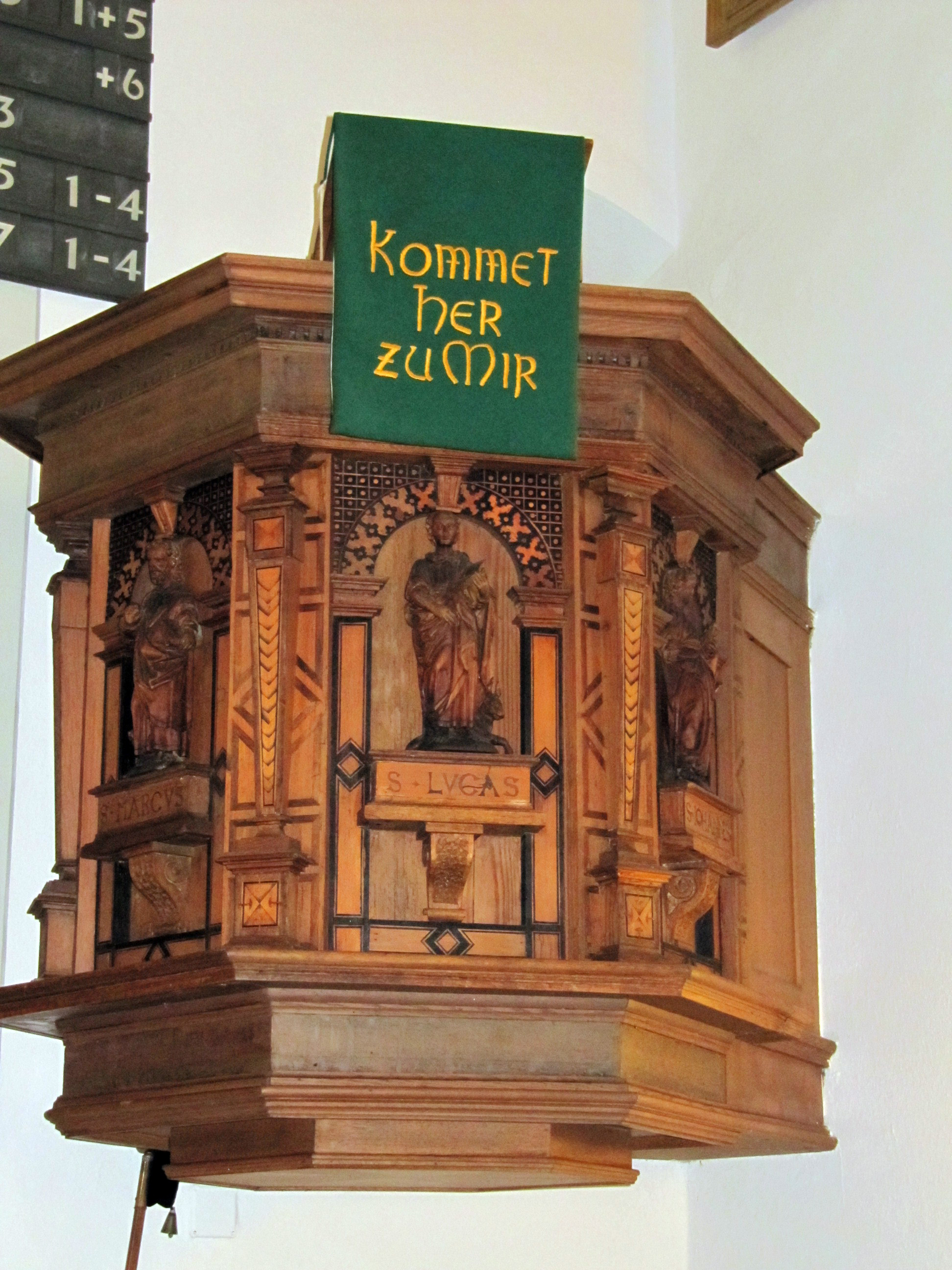
Kanzel
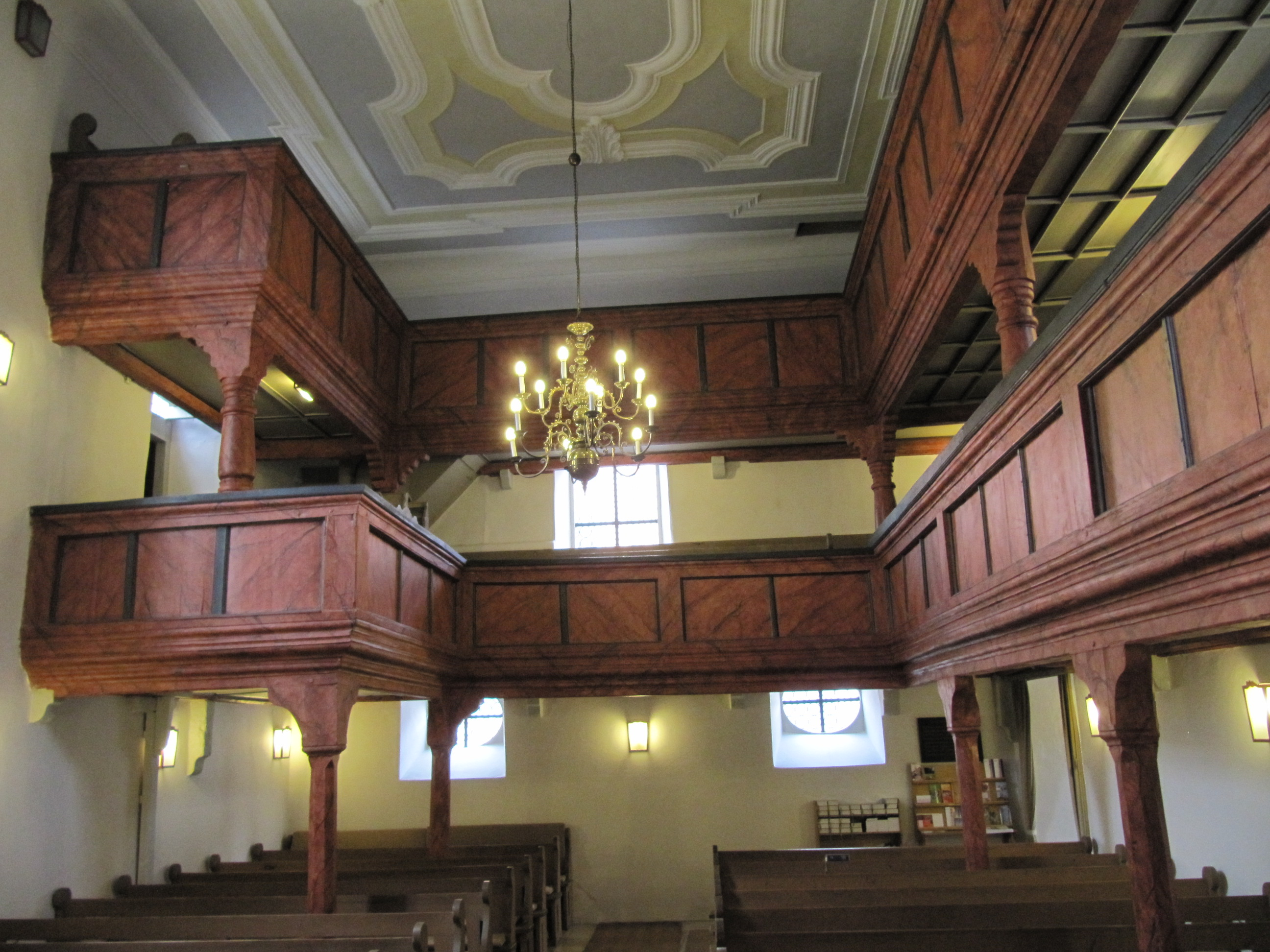
Emporenanlage

## Ausstattung
Die Ausstattung kam zu unterschiedlichen Zeiten in das Gotteshaus. Aus dem Vorgängerbau stammt die Kanzel mit schlichtem Schalldeckel von 1650. Von ihrem achteckigen Korpus blicken die vier Evangelisten auf die Gemeinde. Auch das im gleichen Jahr von Familie Stühler gestiftete Chorgestühl stammt aus der Vorgängerkirche.:89–90 Der Taufstein mit muschelförmigem Becken ist farbig gefasst.

## Orgel
Hinter dem einfachen Altar von 1860 befindet sich die Empore mit der Orgel. 1714 bis 1716 berichten Rechnungen von Ausgestaltungsarbeiten. Orgelmacher Joh. Adam Brandenstein aus Kitzingen fertigte das neue Orgelwerk. Maler Kaspar Tröster aus Fröhstockheim verschönerte die Orgel und auch den Chorraum. Bildhauerarbeiten am Musikinstrument führte der Kitzinger Joh. Schneider aus. 1722/23 setzte der Orgelbauer ein neues Register aus Zinn ein. 1802 war eine Reparatur durch Orgelbauer Voit aus Schweinfurt nötig und erneut 1853 durch Orgelbauer Schubert aus Nenzenheim. Schließlich nahm 1875 Orgelbauer Steinmeyer aus Oettingen im Ries eine gründliche Überholung vor mit Einbau eines neuen Spieltisches.

## Pfarrer
| Name                                        | Amtszeit  | Anmerkungen                             |
| ------------------------------------------- | --------- | --------------------------------------- |
| Otto Weller                                 | gen. 1281 |                                         |
| Conrat                                      | gen. 1375 |                                         |
| Conrad Truchseß                             | gen. 1419 |                                         |
| Laurentius Adelhoven                        | 1512–1529 |                                         |
| Bernhart                                    | 1533–1534 | erster evangelisch-lutherischer Pfarrer |
| Johann Beer                                 | 1537–1538 | auch Johann Berr genannt                |
| Melchior Stengel                            | 1540–1550 |                                         |
| Johann Lauer                                | 1550–1554 |                                         |
| Melchior Laufhamer                          | 1555–1576 | auch Melchior Lankheimer genannt        |
| Aaron Harnisch                              | 1577–1558 |                                         |
| Johann Jodokus Falck                        | 1585–1633 |                                         |
| Andreas Falck                               | 1633–1637 |                                         |
| Simon Leutwein                              | 1637–1647 |                                         |
| Johann Konrad Wolffhardt                    | 1647–1651 |                                         |
| Johann Rose                                 | 1651–1656 |                                         |
| Georg Jakobi                                | 1656–1658 |                                         |
| Johann Heinrich Brühler                     | 1659–1665 |                                         |
| Georg Ernst Schäffersheimer                 | 1665–1666 |                                         |
| Kaspar Stabäus                              | 1666–1702 |                                         |
| Johann Melchior Baur                        | 1703      |                                         |
| Johann Heß                                  | 1704–1709 |                                         |
| Georg Friedrich Beer                        | 1709–1728 |                                         |
| Johann Martin Braun                         | 1728–1758 |                                         |
| Georg Heinrich Riedel                       | 1759–1772 |                                         |
| Georg Samuel Friedlein                      | 1772–1804 |                                         |
| Candidus Schmid                             | 1805      |                                         |
| Friedrich Adolf Lampert                     | 1806–1817 |                                         |
| Christoph Friedrich Grieninger              | 1818–1849 |                                         |
| Johann Georg Schüßler                       | 1849–1857 |                                         |
| Friedrich Wilhelm Theodor Ferdinand Ziegler | 1857–1862 |                                         |
| Johann Tobias Julius Kirsch                 | 1863–1871 |                                         |
| Johann Georg David Theodor Förtsch          | 1871–1877 |                                         |
| Karl Hebart                                 | 1878–1881 |                                         |
| Karl Seeberger                              | 1881–1890 |                                         |
| Franz Schattenmann                          | 1890–1897 |                                         |
| Karl Engelhardt                             | 1897–1905 |                                         |
| Ferdinand Sieger                            | 1905–1928 |                                         |